# 창안 CS35
창안 CS35(영어: Changan CS35)는 창안 자동차에서 2012년부터 생산 중인 서브컴팩트 크로스오버이다.